# 6418 Hanamigahara
6418 Hanamigahara è un asteroide della fascia principale. Scoperto nel 1993, presenta un'orbita caratterizzata da un semiasse maggiore pari a 2,2598987 UA e da un'eccentricità di 0,1075288, inclinata di 6,14941° rispetto all'eclittica.